# Бюст императора Рудольфа II (скульптура де Вриса)
«Бюст императора Рудольфа II» (нем. Büste Kaiser Rudolf II) — скульптурный портрет из бронзы работы голландского скульптора Адриана де Вриса. Создан в 1603 году в Праге. Хранится в Кунсткамере в Музее истории искусств, Вена (ин. номер УК 5506).

## Описание
Портретный бюст представляет императора Священной Римской империи Рудольфа II (1552—1612). Император величественно смотрит вверх, слегка повернувшись в сторону. Он облачён в парадные доспехи с перевязью фельдмаршала. Бюст поддерживают Юпитер, Меркурий и императорский орёл. Образ, полный пафоса и выражения величия, выходит далеко за рамки всего ранее созданного в портретной скульптуре. Образцом для этого произведения работы скульптора Адриана де Вриса, которого Рудольф II высоко ценил как своего придворного художника, очевидно, послужил бронзовый портрет Карла V работы Леоне Леони, созданный около 1555 года. Рудольф II восхищался своим двоюродным дедом Карлом V и приобрёл его выразительный портрет для своего собрания.
На боковой стороне постамента находится надпись: «ADRIANVS FRIES HAGIEN FECIT 1603»; на правой руке скульптуры: «RVD:II·ROM:IMP:CAES:AVG:»; на левой руке: «SVAE LI·ANNO 1603».